# FLEA MARKET
FLEA MARKET（フリーマーケット）は福岡県出身のヒップホップグループ。

## メンバー
- B-EAR（ベア）
  - 福岡県出身。MC担当。
- fro-zen（フローズン）
  - 福岡県出身。MC担当。
- MASH（マッシュ）
  - 長崎県出身。DJ担当。

### 元メンバー
- 弐神 (フタガミ) MC担当。

## ディスコグラフィー

### フルアルバム
1. トリックスター（2010年7月7日）
  1. -Initial Contact- feat. おにぎり社長
  2. トリックスターのテーマ
  3. ZION
  4. for. . .
  5. ハンガク☆スーツ
  6. 無次元
  7. 鉄腕ラップ feat. KMC, MGM
  8. bloomin
  9. トレインとレイン
  10. オトコブシ feat .Natural Radio Station
  11. 旨 come on baby
  12. Supa Nova
  13. スタア坊主
  14. 視聴者はヒマ! !
  15. 第78 回言葉じゃんけん -決勝-
  16. Daily Life
  17. きのふのゆめのつゞき
2. ミラクルクルクル（2012年10月24日）
  1. SWITCH
  2. てのひら
  3. さよならミライ
  4. ミラノ風ジャポネーゼ
  5. マジメカッ！Σ＼(゜д゜;)
  6. HOT Biz
  7. 言えなかったI'm sorry
  8. マイワールド -Hello & Good Bye-
  9. 臍曲署取調室
  10. ライム泥棒
  11. 夢で会えたら
3. ユー・モア・ユーモア（2014年8月20日）
  1. Intro
  2. 桃太郎
  3. SPEED PUSH
  4. バナナセーキ
  5. ヤビィーーー
  6. 決戦は13日
  7. 君の瞳にジャストミート
  8. Skit1
  9. 空気少女
  10. そういうこと
  11. サタデータイナチャウン
  12. 土俵際
4. U.N.I.Q.U.E（2016年2月10日）
  1. ナガレボシシューティングスター
  2. ARAI
  3. イッセー野賀
  4. Don't stop ビリビリ
  5. OVERちゃん
  6. マッハで真っ赤
  7. ディスコブシ (feat. Natural Radio Station)
  8. Skit2
  9. 唸るほど！ザ・ワールド
  10. ふんば
  11. またね
  12. Outro

### ミニアルバム
1. メタリックメカニック（2011年4月27日）
  1. Next Episode
  2. 絶頂スプラッシュ
  3. KIMAZUタイム
  4. Nothing But a 借金
  5. THE SOUL
  6. 恋の方程式
  7. 鬼殺し
  8. くだらないうた

### デジタルシングル
1. 恋の方程式（2011年4月6日）
2. くだらないうた（2011年4月13日）
3. てのひら（2012年9月5日）
4. マジメカッ！Σ＼(゜д゜;) （2012年9月19日）
5. さよならミライ （2012年10月3日）

### フィーチャリング
- isis+『PARTY BOX』（2011年5月18日）
  - M-3 STAY GOLD

- Natural Radio Station『Voyage』 （2011年7月13日）
  - M-13 DESPERADO feat.NOZAL,GULDOGG,S-HERO,FLEA MARKET,ALL→E,NoBrand

- TUCCI 『サムライブルース』 （2011年12月14日）
  - M-8 指切りげんまん feat. FLEA MARKET